# Pindorama (São Paulo)
Pindorama é um município brasileiro do estado de São Paulo. Localiza-se a uma latitude 21º11'09" Sul e a uma longitude 48º54'26" Oeste, estando a uma altitude de 527 metros. A cidade tem uma população de 14.542 habitantes (IBGE/2022). Pertence à Microrregião de Catanduva e à Mesorregião de São José do Rio Preto. O município é formado pela sede e pelo distrito de Roberto.
Durante décadas, devido ao predomínio do transporte ferroviário na região bem como à sua beleza arquitetônica e ao seu clima ameno, Pindorama foi conhecida como "A Pérola da Araraquarense".

## Toponímia
Etimologicamente, Pindorama é uma palavra de origem tupi que significa "Terras das Palmeiras" ou "Terra boa para se plantar". Ressalte-se que era o nome dado ao Brasil pelos índios tupis.

## História
A história oficial de Pindorama teve início em 1908, quando o comendador Ferdinando Massimiliano Motta adquiriu do coronel Firmino de Araújo Aguiar, então residente em Casa Branca, uma gleba à margem direita do ribeirão São Domingos. Sabe-se que a escritura da gleba adquirida por Ferdinando Motta foi lavrada no livro de notas 90, fls. 75, do Segundo Tabelião de Jaboticabal, em 15 de fevereiro de 1908, e registrada sob o número 14389, no livro de transcrição 50, no Registro de Imóveis daquela cidade, em 17 de fevereiro de 1908.
Ao chegar naquela que seria Pindorama, onde tudo ainda era mata virgem, Ferdinando Motta encontrou residindo na então chamada "Fazenda Areia Branca" os irmãos Gonzaga (Francisco, Pedro e José), conhecidos como os “caboclos”, os quais bem podem ser considerados os primeiros habitantes daquela zona rural originária. Provavelmente os irmãos Gonzaga eram descendentes da tribo indígena caingangue, quase que completamente exterminada em 1864, quando tropas do Exército Imperial cruzaram a região com destino à recém-iniciada Guerra do Paraguai e, não se sabe bem o motivo, entraram em confronto com os indígenas locais. Segundo consta, a maioria dos poucos sobreviventes refugiou-se na região da antiga zona da mata paulista, território no qual hoje está situado o município de Tupã.
O loteamento e traçado de Pindorama (nome sugerido por diretores da estrada de ferro, dada a exuberância de palmeiras e macaúbas do lugar), foi feito por um engenheiro da ferrovia, Dr. Karl (Carlos) Lefer, cidadão alemão, vizinho e amigo de Ferdinando Motta em Araraquara, onde residiam. Este loteamento se limitava entre a atual Avenida Antônio Gonçalves e a Rua João Pessoa, e seguia da Rua Mem de Sá até a Rua 14 de Julho.
Foi Thomaz Lainetti, compadre e amigo de Ferdinando Motta, quem, a seu convite, aceitou a incumbência de administração e venda do loteamento planejado. Construindo sua residência (uma casa de pau-a-pique) na atual Avenida Barão do Rio Branco, esquina da Rua 15 de Novembro, Thomaz Lainetti tornou-se o primeiro morador urbano de Pindorama.
Outras famílias, como os Pozzetti e os Rodrigues da Costa, chegaram logo em seguida, na mesma década. Note-se que famílias sírio-libanesas (Attab, Nassar, Chauí, etc), alemãs (Froelich, Wendling, Kessel, etc), austríacas (Magnoler, Fornazari de Verce, Hoff, etc), portuguesas (Esteves de Jesus, Almeida, Martins, etc), italianas (Trida, Busnardo, Colombo, etc) e espanholas (Godas, Guardia, Rueda, etc) foram, no período subsequente (décadas de 20, 30, 40 e 50), responsáveis pelo vertiginoso crescimento populacional e, naturalmente, sócio-econômico da sociedade local.
A construção da estação ferroviária começou em 1909. Acerca disso, o jornal O Estado de S. Paulo (edição de 19 de agosto de 1909) publicou: “Foram aceitas pelo Governo as denominações de Pindorama e Catanduva para as estações dos quilômetros 65,880 e 76,700 do prolongamento de Taquaritinga a São José do Rio Preto”. Foi exatamente às 16 horas do dia primeiro de maio de 1910, um ano depois, que chegou à estação de Pindorama o primeiro comboio de passageiros, inaugurando oficialmente a ferrovia, construída no ínterim. Tal comboio era formado de um carro de primeira classe, dois de segunda classe e um de bagagem. A máquina era a de número 9, o maquinista se chamava Florindo Alves e o foguista Benedito Vieira, tendo como chefe-de-trem Carlos de Oliveira e, como ajudante, seu irmão Alonso de Oliveira.
A via férrea pertenceu à várias empresas. A primeira chamava-se Companhia Araraquara de Estrada de Ferro, depois transformada em Estrada de Ferro São Paulo-Norte, passando mais tarde à Estrada de Ferro Araraquarense, e, durante as décadas seguintes, à Ferrovia Paulista S/A (Fepasa), Ferrovia Bandeirantes S.A, Ferronorte, ALL - América Latina Logística e, atualmente, sua concessão pertence a Rumo Logística.

### De povoado a distrito de paz
Foi a Lei Estadual 1594, de 29 de dezembro de 1917, que criou o Distrito de Paz de Pindorama, cuja sede foi elevada à categoria de vila, instalada que foi em 23 de março de 1918, no município de Santa Adélia. O primeiro escrevente e tabelião foi o Dr. Joaquim Augusto Cotrim. Anteriormente, o povoado pertencia ao município de Monte Alto, que manteve seu vínculo com Pindorama ao menos até 15/01/1918 (pouco antes da instalação do distrito), através da transferência da escola masculina de Fernando Prestes.

### Criação e emancipação do município

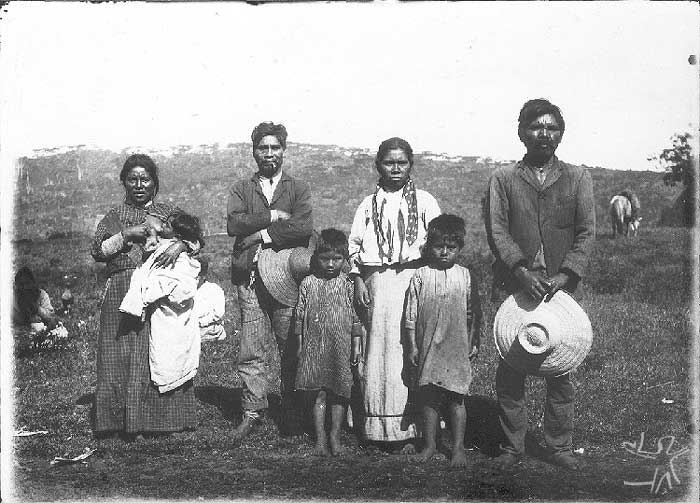
Indígenas da etnia caingangue.

Em 1920 organizou-se a primeira comissão popular pró-emancipação e criação do município de Pindorama, formada por Thomaz Lainetti, Benedito de Siqueira Cardoso, Manoel Ozório de Oliveira, Antônio Rodrigues Lopes, Jacinto Barroso, Prescivílio Coelho de Oliveira, Dr. Carlos Vieira Lima e José Otaviano da Silva. A comissão contratou como patrono da causa, pelo preço de cinco contos de réis (exorbitante para a época), o Dr. Antônio de Castro, decano dos advogados de Taquaritinga. Mas não obteve êxito.
Em 1925 criou-se outra comissão, liderada pelo coronel Francisco Cezário Maurício de Sousa (conhecido como Chico Mauricio, foi tio-avô do cartunista Mauricio de Sousa, no qual este se inspirou para criar sua personagem Chico Bento). Conseguiu-se então a tão almejada emancipação e criação do município de Pindorama, conforme se verifica pela Lei Estadual 2125, de 31 de dezembro de 1925. A instalação do município ocorreu no dia 21 de março de 1926, sediando-se a prefeitura na Rua 21 de março (atual Rua Augusto Jorge Estevam) número 394, onde atualmente está instalada a sede do Grupo Giménez (Instaluz).  O lado de Areia Branca, margem direita do ribeirão São Domingos, pertencia ao município de Ariranha, comarca de Jaboticabal, depois Monte Alto. O lado esquerdo do rio, Pindorama, pertencia ao município de Santa Adélia, comarca de Taquaritinga. Inicialmente, Areia Branca teve como sub-prefeito o capitão Moura e, como fiscal, Manoel Alves Ferreira. Já Pindorama, teve como sub-prefeito Jader Ribeiro do Val e, como fiscal, Miguel Martins, que também foi o primeiro administrador do matadouro municipal, originalmente instalado a partir de autorização de 1917.
O primeiro prefeito foi José Corrêa dos Santos, sendo seu vice o Dr. José Baptista de Carvalho. Como secretário e contador, inicialmente, José Augusto de Camargo; e como tesoureiro, Carlindo Wendling. A primeira Câmara Municipal, também eleita para 1927, assim se constituiu: presidente – Francisco Cezário Maurício de Sousa; vice-presidente – Euclides Pinto Soares.
Durante as décadas de 20, 30, 40 e 50, foi uma das mais ricas e produtivas zonas cafeicultoras do Brasil, destacando-se especialmente nesta lide as famílias Sá (cuja principal propriedade atualmente sedia o Polo Regional do Centro-Norte - APTA), Godas, Dumont (trata-se da família do Dr. Luiz Dumont, irmão do aviador Santos Dumont), Spinola Dias e Busnardo.
Em 30 de Novembro de 1944, o Distrito de Roberto (conhecido anteriormente como "Vila Robert" e "Robélia"), então pertencente ao Município de Itajobi, passou a integrar o território de Pindorama.

## Geografia

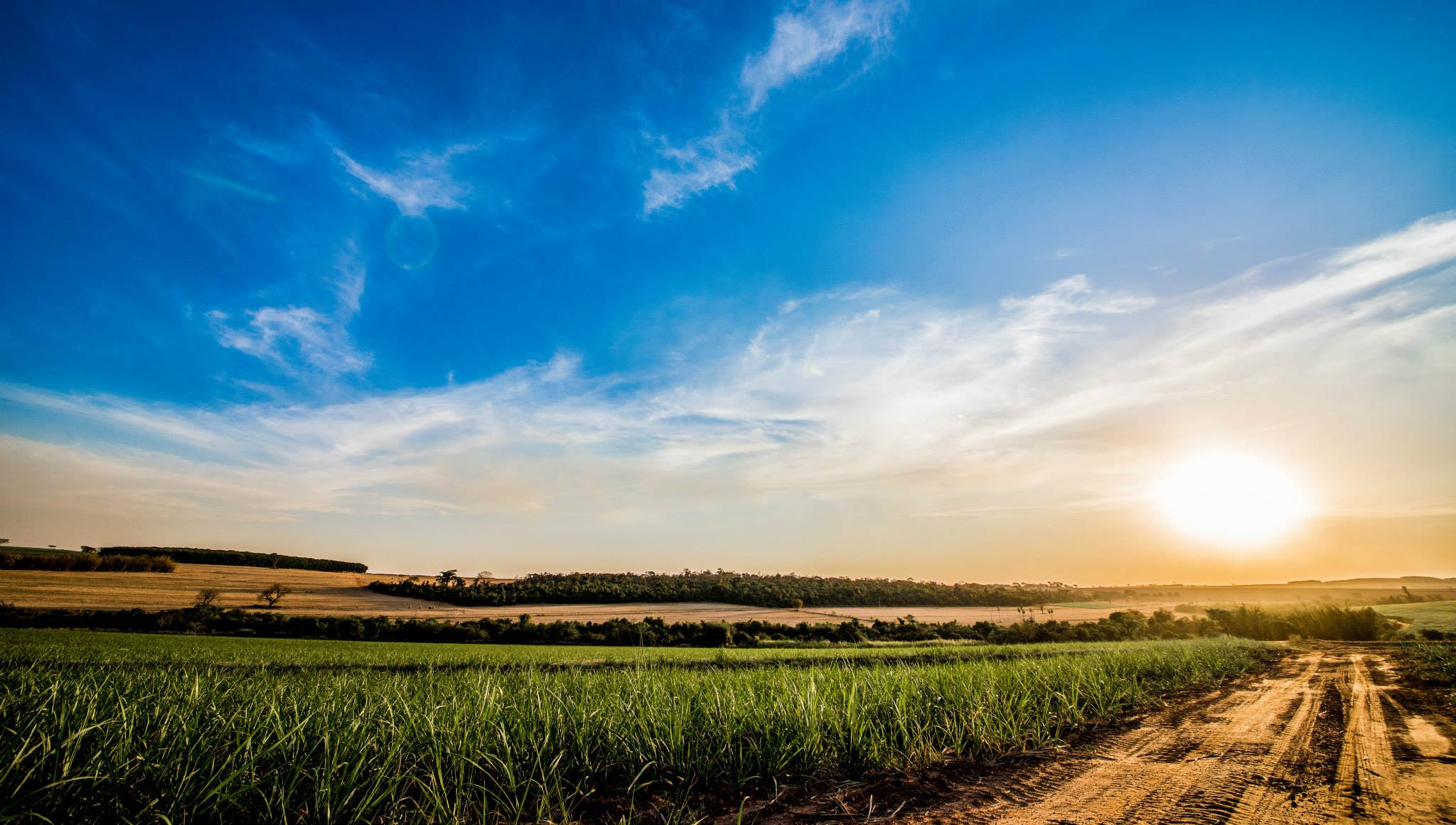
Zona rural.

Possui uma área de 184,8 km².

### Demografia
Dados do Censo - 2020
População total: 17.216
Densidade demográfica (hab./km²): 81,37
Dados do Censo - 2020
Mortalidade infantil até 1 ano (por mil): 8,65
Expectativa de vida (anos): 75,64
Taxa de fecundidade (filhos por mulher): 2,11
Taxa de alfabetização: 97,7%
Índice de Desenvolvimento Humano (IDH-M): 0,867

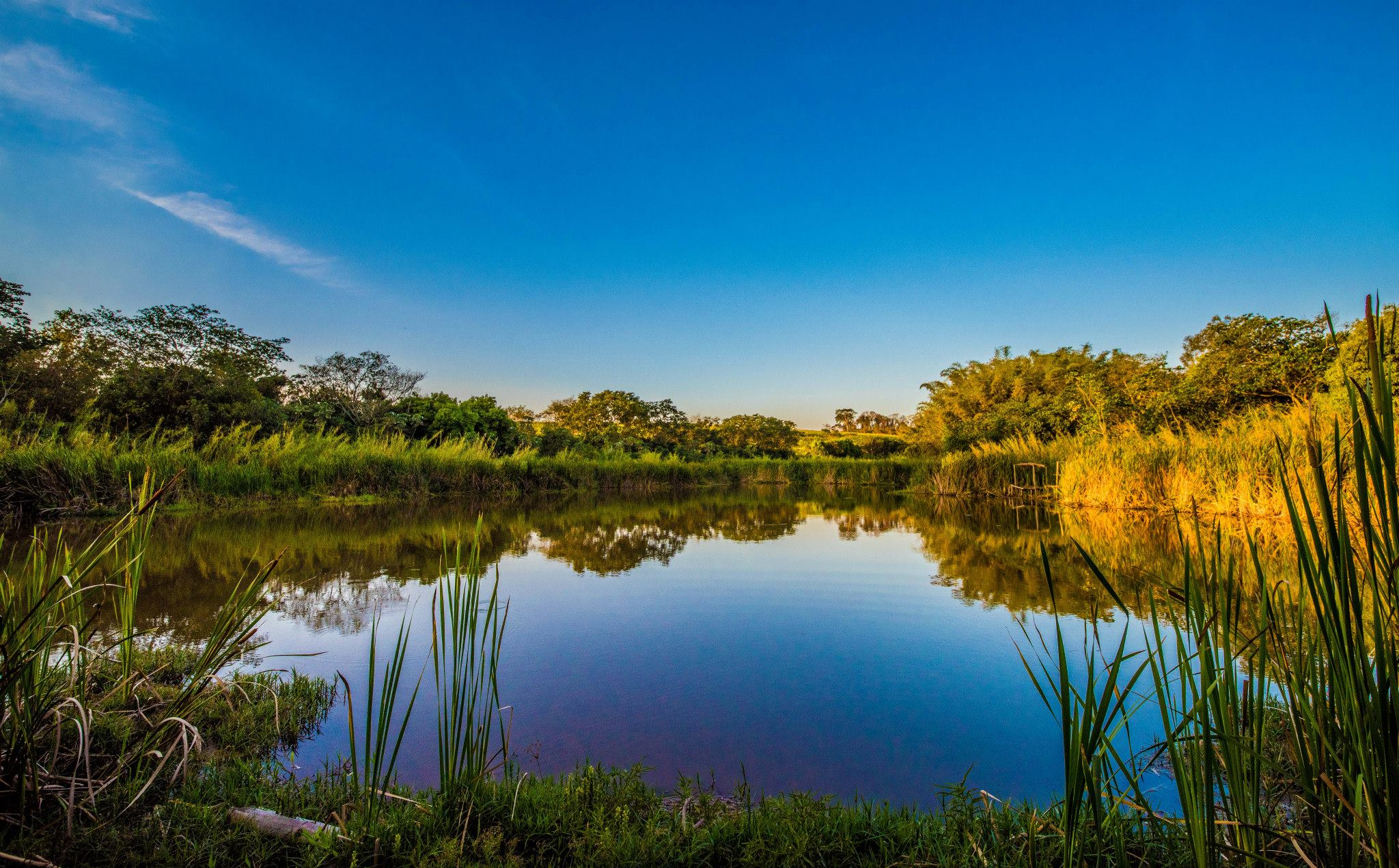
Um dos muitos lagos do município.

(Fonte: IPEADATA)

### Hidrografia
- Ribeirão São Domingos
- Rio das Onças
- Rio do Cabral
- Córrego de São Tomé
- Córrego de Lorena
- Córrego do Macaco

### Rodovias
- SP-310
- Rodovia José Abdo Jorge que liga Pindorama à Catanduva

## Infraestrutura

### Comunicações

#### Telefonia
O sistema de telefones automáticos foi inaugurado na cidade em 1980 pela Telecomunicações de São Paulo (TELESP), que também implantou o sistema de discagem direta à distância (DDD) em 1982 com o código de área (0175). Anteriormente a cidade era atendida pela Cia. Telefônica Rio Preto, empresa administrada pela Companhia Telefônica Brasileira (CTB).
Na década de 90 o código DDD da cidade foi alterado para (017), para padronização do sistema telefônico com a telefonia celular que estava sendo implantada em todo o estado.

#### Jornais
- O Democrático

#### Emissoras de rádio
- Tropical FM - 104.9 MHZ

## Cultura e lazer

### Literatura
Pindorama é a terra natal de muitos e importantes intelectuais brasileiros, entre os quais destacam-se o escritor Raduan Nassar (ganhador do Prêmio Camões) e a filósofa Marilena Chaui, nacional e internacionalmente reconhecidos em suas áreas de atuação.

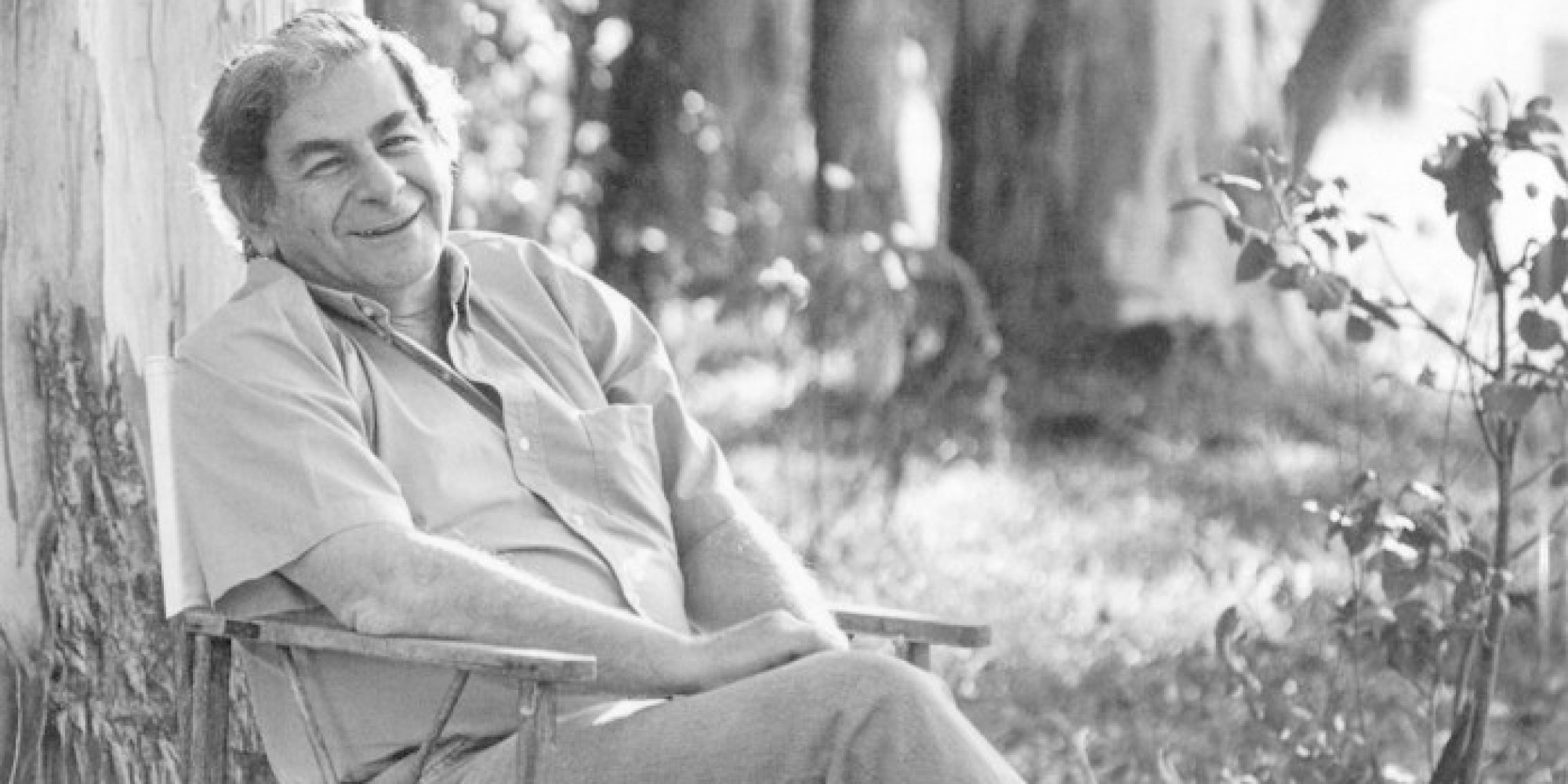
O escritor Raduan Nassar, laureado com o Prêmio Camões.

Entre os escritores locais contam-se, ainda, Enio Mainardi, Alexandre Penteado Villar Félix, Iracema Aparecida de Siqueira Canhamero, Bianca Brighenti, Dayher Giménez, Douglas Ribeiro Simões, Eugênio Benito Junior, José Italo Scatena, Luiz Borsatto, Maria da Graça de Almeida, Maria Ivoneti Busnardo Ramadan, Newman Ribeiro Simões, Rosalie Gallo y Sanches, Rosamaria Scatena Siqueira Ferreira e Sylvia Jorge de Almeida Martins.

### Biblioteca Municipal "Jorge Miguel Attab"
A biblioteca possui um acervo de mais de 50.000 mil livros, incluindo exemplares raros e primeiras edições custodiadas na sala "Yvonne Borsatto". Localiza-se na Avenida Barão do Rio Branco, 223, Centro. Fundada na década de 40, seu nome é uma homenagem ao então prefeito Jorge Miguel Attab, um importante político e mecenas local.

## Religião
O Cristianismo se faz presente na cidade da seguinte forma:

### Catolicismo

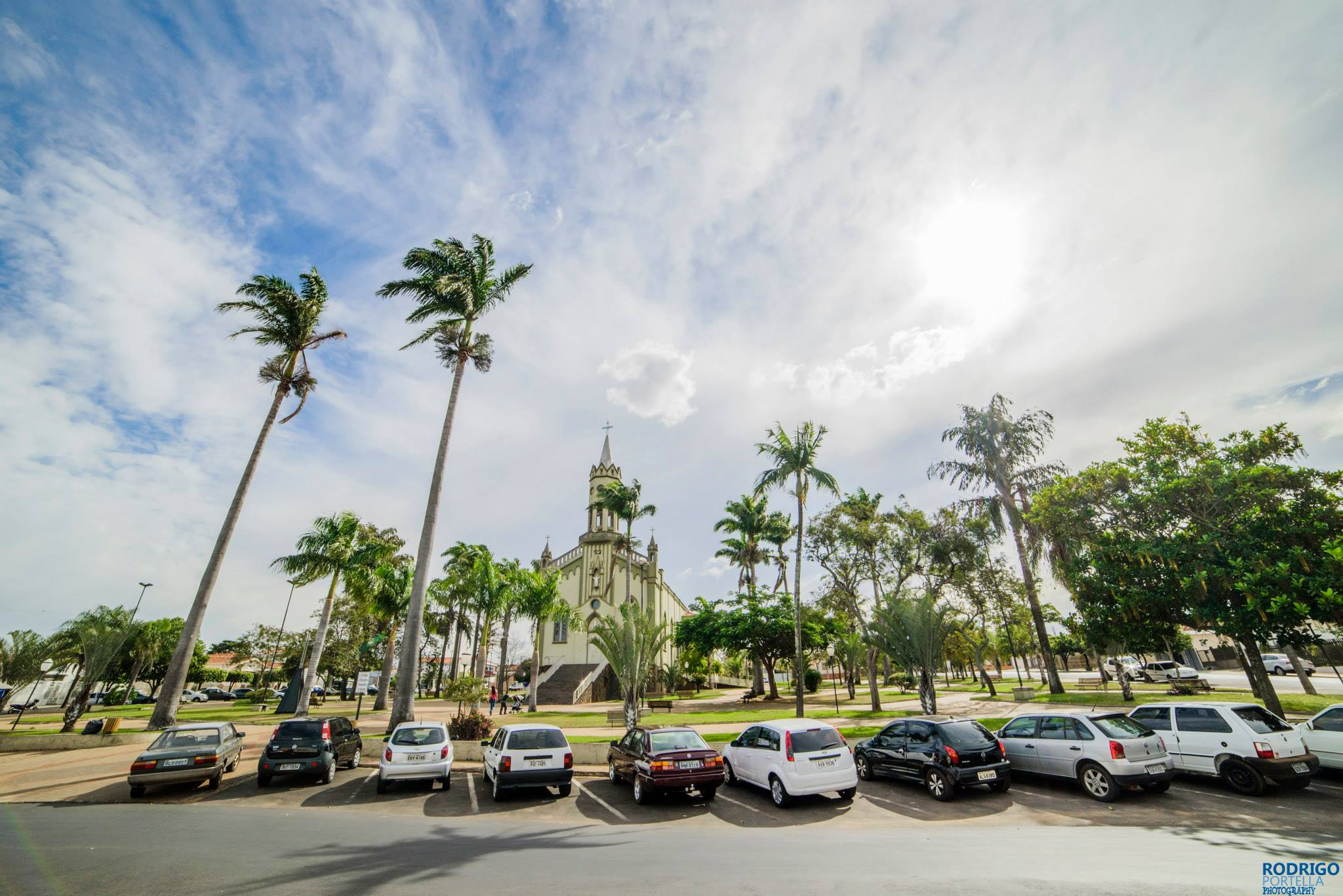
Igreja Matriz de Santo Antônio.

- A igreja faz parte da Diocese de Catanduva.[17]

A matriz católica de Pindorama, erigida em honra de Santo Antônio, é considerada um dos mais belos exemplares do neogótico alemão erigidos em solo brasileiro.
Seu altar primitivo oitocentista era, todavia, de feições clássicas e barrocas, doado pela família Ribeiro de Andrada (a mesma do Patriarca da Independência, José Bonifácio de Andrada e Silva) e mandado por esta buscar em Minas Gerais, numa capela sua.
Vale ressaltar que as capelas laterais foram pintadas pelo célebre pintor udinense Francesco Valzacchi e que os antigos carrilhões de bronze foram em parte doados pela então florescente comunidade espanhola local e em parte pelo conde Francisco Matarazzo.
Outros templos católicos são a Igreja de São Pedro Apóstolo, a Igreja de São João Batista (no Distrito de Roberto) e as capelas de Santa Rita de Cássia e de Santa Edwiges. 

### Protestantismo

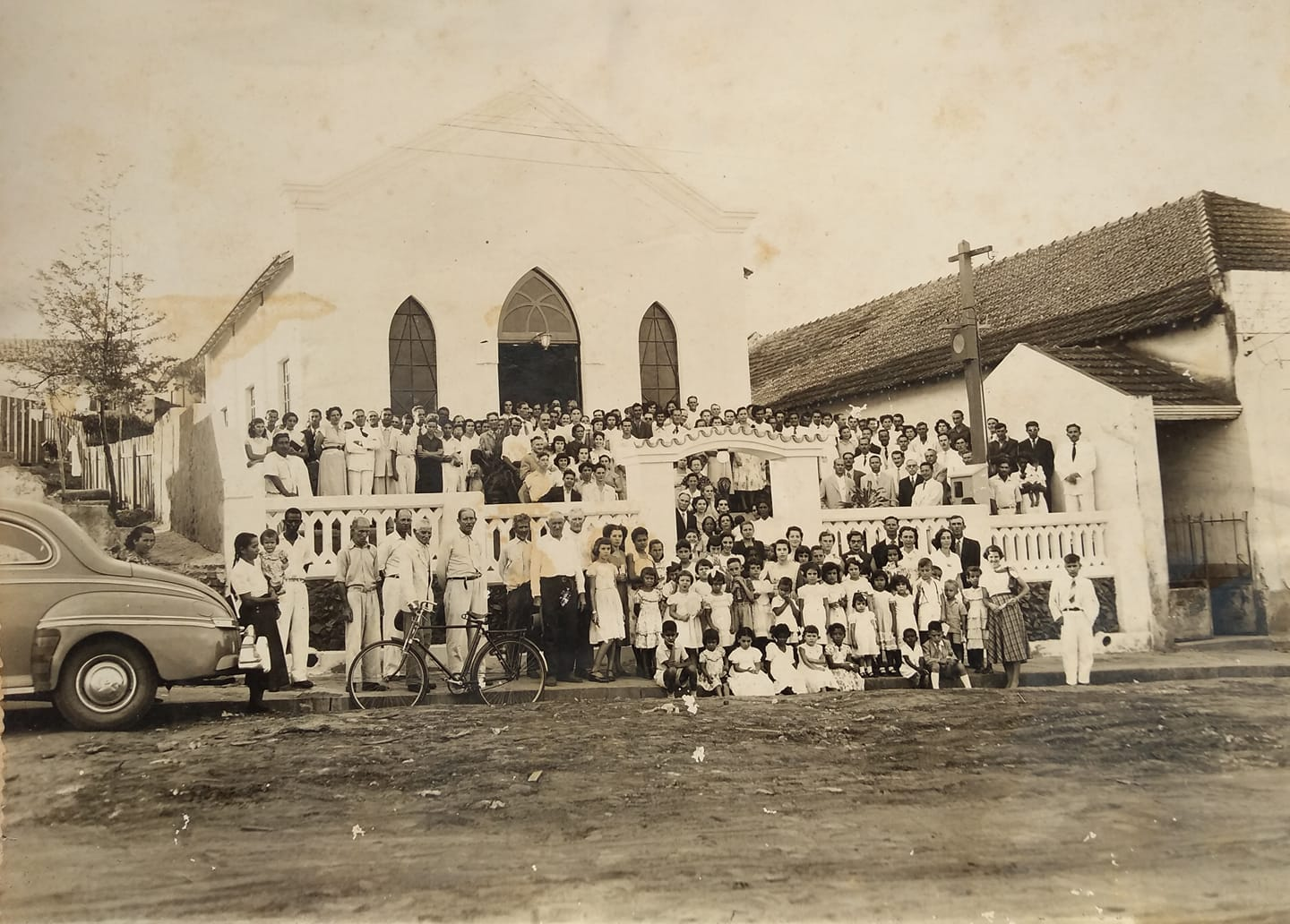
Inauguração do templo da igreja Presbiteriana em 1952.

A primeira igreja protestante foi a Igreja Presbiteriana do Brasil, fundada em 1928 por ferroviários oriundos das cidades de Campinas e Americana, profundamente marcadas pelo Protestantismo. Seu atual templo, situado na Rua 7 de Setembro, foi construído em 1952. É a única igreja de tradição reformada na cidade.
As demais igrejas estabelecidas, mais de duas décadas após a chegada dos presbiterianos, foram as pentecostais Congregação Cristã no Brasil e Assembleia de Deus.
Durante as décadas de 70, 80 e 90 surgiram outras comunidades pentecostais e neopentecostais, como a Igreja do Evangelho Quadrangular e a Igreja Deus é Amor.